# Güneycik, Gündoğmuş
Güneycik là một xã thuộc huyện Gündoğmuş, tỉnh Antalya, Thổ Nhĩ Kỳ. Dân số thời điểm năm 2011 là 205 người.